# Mathías Calfani
Mathías Calfani (Artigas, 21 gennaio 1992) è un cestista uruguaiano.

## Carriera
Con l'Uruguay ha disputato tre edizioni dei Campionati americani (2011, 2013, 2015).